# Гозман, Леонид Яковлевич
Леони́д Я́ковлевич Го́зман (род. 13 июля 1950, Ленинград, РСФСР, СССР) — российский общественный и политический деятель, президент общественного движения «Союз правых сил». Кандидат психологических наук.

## Происхождение и семья
Родился 13 июля 1950 года в Ленинграде в еврейской семье. Родители Гозмана были служащими; его семья (отец и его родители, его братья и сёстры) пережила блокаду Ленинграда.
- Отец — Яков Борисович Гозман (20 мая 1925[12] — 20 марта 2018)[13], блокадник, ушёл на фронт в 1943 году[14]. На протяжении всей жизни работал в оборонной промышленности.
  - Дед со стороны отца — Борис Израилевич Гозман (?—1963) — в годы Великой Отечественной войны находился в блокадном Ленинграде, в музее «Дорога жизни» экспонируется его портрет[15].
- Мать — Александра Львовна Коган-Лисогорская 
  - Дед со стороны матери — Лев Петрович Коган (?—1986) — в годы Великой Отечественной войны был в московском народном ополчении[15].
- Жена — Марина Сергеевна Егорова (род. 1952), психолог, заведующая кафедрой психогенетики Факультета психологии МГУ им. М. В. Ломоносова, доктор психологических наук[16].

Имеет дочь Ольгу (род. 1974), внука и внучку. Называет себя атеистом и евреем, иронично подмечая: Я еврей. У меня довольно сильное косоглазие, а «Бог шельму метит».

## Биография
В 1976 году Леонид Яковлевич Гозман окончил факультет психологии МГУ имени М. В. Ломоносова, с того же года преподавал на кафедре социальной психологии того же факультета. Заведовал лабораторией политической психологии МГУ. Специалист по межличностным отношениям и политической психологии. В 1983 году защитил кандидатскую диссертацию «Теоретические предпосылки и методы эмпирического исследования межличностной аттракции», получив тем самым учёную степень кандидата психологических наук.
В 1992 году познакомился с Егором Гайдаром и был его советником. С 1993 года участвовал в движении «Выбор России». В 1994 году вступил в партию «Демократический выбор России». В 1993 году работал в Дикинсон-колледже (Карлайл, Пенсильвания, США) и Международном центре имени Вудро Вильсона в Вашингтоне. В 1995 году участвовал в выборах в Госдуму от блока «Демократический выбор России — Объединённые демократы». С августа 1996 года по март 1998 года — советник руководителя администрации Президента, затем первого заместителя председателя Правительства РФ А. Б. Чубайса. С 1999 года — советник председателя правления РАО ЕЭС России Анатолия Чубайса. С августа 1999 — в штабе избирательного блока «Союз правых сил». В 2000—2008 годах член правления РАО ЕЭС России.
Бывший сопредседатель партии «Правое дело» (с 2008 по июнь 2011 года). Был одним из членов Федерального политического совета партии «Союз правых сил» (с 2001 года), с 2004 года — секретарь по идеологии, с 2005 года — зампредседателя ФПС, с 26 сентября 2008 года был исполняющим обязанности председателя Федерального политсовета СПС. В 2004 году сменил Егора Гайдара на посту Вице-президента Международного демократического союза. Ранее, с 1993 года — секретарь федерального политсовета партии «Демократический выбор России», с 1999 по 2008 год — член правления, полномочный представитель по работе с органами власти и общественными организациями ОАО «РАО ЕЭС России», с 2008 по 2013 год — директор по гуманитарным проектам ОАО «Роснано». Был вынужден покинуть «Роснано» в связи с тем, что «вызывал гнев» у руководства страны.
Член общественного совета Российского еврейского конгресса, президент фонда «Перспектива».
В 2018 году вместе с женой получил гражданство Израиля.

### Союз правых сил
В 2001 году избран членом политсовета СПС.
В апреле 2005 года президиум Федерального политсовета СПС предложил съезду избрать Никиту Белых на пост лидера партии, а его заместителем сделать секретаря ФПС по идеологии Леонида Гозмана. По мнению альтернативного кандидата на пост главы политсовета Ивана Старикова, Белых как «свежий человек из регионов» был призван для того, чтобы служить ширмой, из-за которой партией продолжат руководить теневые лидеры — Чубайс и Гозман. «Коммерсант» сообщал, что связка «Белых — Гозман», по признанию самого Белых, действительно была предложена Чубайсом, сохранившим за собой статус неформального лидера СПС. Ряд аналитиков высказали мнение, что Гозман согласился выступить вторым номером (пост зампредседателя был создан специально под него), возможно, потому, что признал: партия, возглавляемая членом совета директоров РАО «ЕЭС», лишится последнего шанса пройти в парламент. 28 мая 2005 года Леонид Гозман избран заместителем председателя федерального политического совета СПС.
На выборах в Мосгордуму четвёртого созыва в конце того же года был противником объединённого блока с партией «Яблоко».

### Роспуск СПС и «Правое дело»
26 сентября 2008 года Леонид Гозман официально сменил Никиту Белых на посту председателя СПС. В октябре генеральный директор Российской корпорации нанотехнологий Анатолий Чубайс назначил Гозмана своим советником. 16 ноября 2008 года на учредительном съезде новой политической партии «Правое дело» избран её сопредседателем. 19 сентября 2011 года вышел из партии «Правое дело».
В сентябре Леонид Гозман заявил, что бывшие члены Союза правых сил решили возобновить деятельность СПС как общественной организации. 21 сентября прошло собрание бывших деятелей СПС, на котором присутствовал бывший сопредседатель партии, ныне глава «Роснано» Анатолий Чубайс. Решение об активизации движения СПС было принято накануне в ходе встречи его участников, среди которых есть люди, отказавшиеся влиться в проект «Правое дело». Поводом стало понимание того, что «этот выборный цикл проигран окончательно», пояснил президент движения Леонид Гозман.

### Участник дебатов
Леонид Гозман неоднократно участвовал в телепрограммах, связанных с обсуждением важных тем (так называемых «теледуэлях»). Так, 26 января 2009 года он принял участие в самом первом выпуске программы Сергея Минаева «Честный понедельник», где его оппонентом выступил Владимир Жириновский, с которым они обсуждали тему враждебных отношений с Грузией и Украиной после войны в Грузии.
Также он участвовал в программе «К барьеру!» где его противником выступал писатель Александр Проханов.
Пятнадцать раз выступал в программе «Поединок». Его противниками были:
- Никита Михалков, выпуск № 5 от 30 сентября 2010 года, тема «Отставка Юрия Лужкова и будущее страны».
- Владимир Жириновский,  выпуск № 16 от 20 января 2011 года, тема «Национальный вопрос в России».
- Александр Хинштейн, выпуск № 22 от 3 марта 2011 года, тема «Горбачёв».
- Геннадий Зюганов, выпуск № 28 от 21 апреля 2011 года, тема «Десталинизация общества».
- Владимир Мединский, выпуск № 37 от 23 июня 2011 года, тема «22 июня 1941 года».
- Александр Проханов, выпуск № 51 от 15 марта 2012 года, тема «Судьба „Pussy Riot“».
- Александр Проханов, выпуск № 58 от 17 мая 2012 года, тема «Митинги».
- Аркадий Мамонтов, выпуск № 61 от 13 сентября 2012 года, тема «Кто заказал акцию Pussy Riot?».
- Вячеслав Никонов, выпуск № 84 от 11 апреля 2013 года, тема «Отношения России с Западом».
- Никита Михалков, выпуск № 86 от 16 мая 2013 года, тема «Патриотизм»[34].
- Александр Хинштейн, выпуск № 96 от 17 октября 2013 года, тема «Восстановление памятника Ф. Э. Дзержинскому на Лубянской площади».
- Александр Проханов, выпуск № 101 от 21 ноября 2013 года, тема «Установка памятника Егору Гайдару в Москве».
- Сергей Кургинян, выпуск № 131 от 2 июня 2016 года, тема «Модели экономического развития России и иностранные инвестиции».
- Александр Проханов, выпуск № 140 от 8 декабря 2016 года, тема «Распад СССР и нынешнее положение дел в России».
- Сергей Кургинян, выпуск от 16 февраля 2017 года, тема «Сталин жив».

Во время этих выступлений в адрес Гозмана неоднократно поступали оскорбления, зачастую открытые. Он не выиграл ни в одном из выступлений ни в одной из телепрограмм (по результатам зрительского интерактивного голосования), но зачастую на его сторону вставали участвовавшие там третейские судьи.
Леонид Гозман был участником ряда программ радиостанции «Эхо Москвы», участвовал в дебатах в программах «Клинч» и «Народ против».

### Во время российско-украинской войны
В марте 2014 года подписал обращение против аннексии Крыма Россией.
В сентябре 2014 года подписал заявление с требованием «прекратить агрессивную авантюру: вывести с территории Украины российские войска и прекратить пропагандистскую, материальную и военную поддержку сепаратистам на Юго-Востоке Украины».
С 2017 по 2018 год вёл авторскую программу «Гозман» на украинском телеканале «112 Украина».

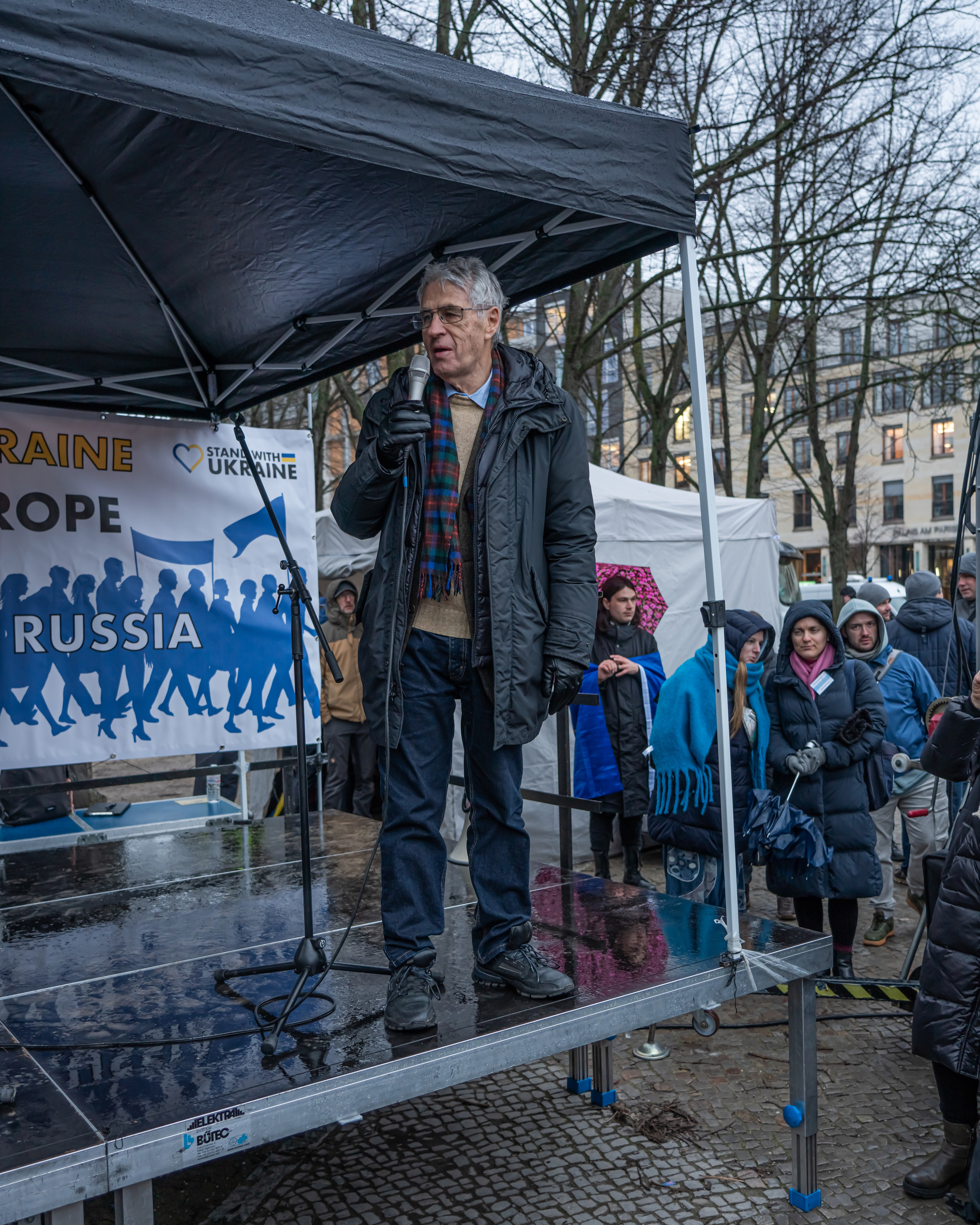
Леонид Гозман в феврале 2023 года, во время выступления на митинге в Берлине в поддержку Украины

Многократно осуждающе высказывался против готовящегося, а затем начавшегося российского вторжения на Украину.  После начала вторжения уехал из России.
6 мая 2022 года Минюст России внёс Гозмана в список СМИ — «иностранных агентов».
В середине июня вернулся в Россию. Возвращение назвал «нравственным, а не политическим выбором».
В июле Следственный комитет РФ допросил Гозмана в качестве подозреваемого по уголовному делу, возбужденному в апреле 2022 года, о неподаче уведомления о втором гражданстве. Гозман стал гражданином Израиля в 2018 году, но уведомил об этом только спустя 4 года — позже, чем этого требует закон.
По данным официального сайта МВД РФ, ориентировочно с 25 июля 2022 года Леонид Гозман находится в федеральном розыске.
29 августа 2022 года был задержан, ему вменялась статья об отождествлении действий СССР и нацистской Германии (часть 1 статьи 13.48 КоАП) из-за поста в Facebook:

Но в данном случае хочу поддержать. Приравнивать их нельзя. Гитлер — абсолютное зло, но Сталин ещё хуже. СС — преступники, но НКВД ещё страшнее, потому что чекисты убивали своих. Гитлер развязал войну с человечеством. Коммунисты объявили тотальную войну своему собственному народу.

Пост был написан в октябре 2020 года. Отождествление действий СССР и нацистской Германии было объявлено незаконным в 2021 году. Тверской районный суд Москвы назначил Гозману 15 суток ареста. После отбытия срока повторно получил 15 суток ареста по той же статье КоАП за пост, написанный в Живом журнале в 2013 году. После отбытия наказания 29 сентября 2022 года снова покинул страну.
22 декабря 2023 стало известно, что Следственный комитет Российской Федерации в отношении Леонида Гозмана возбудил уголовное дело по статье о «фейках» об армии (207.3 УК РФ).
10 июня 2024 года Гагаринский районный суд Москвы приговорил Леонида Гозмана к лишению свободы на срок восемь с половиной лет. Приговор вынесен заочно. Согласно приговору осуждённый Леонид Гозман лишён прав заниматься деятельностью связанной с администрированием сайтов электронных и информационных сетей сроком на четыре года. 22 января 2025 года внесён Росфинмониторингом в перечень террористов и экстремистов.

## Мнения

### Критика
Писатель Александр Проханов отзывается о Гозмане так:

«Господин Гозман! Вы являетесь неотступным другом Чубайса и Гайдара, которые превратили Россию в экономический придаток Запада. Экономический кризис Америки пришёл в Россию, сметает реальное производство, истребляя стабилизационный фонд, несёт невзгоды нашим гражданам. Я посылаю в вас пулю, которая, надеюсь, что она достигнет Чубайса, пробьёт его навылет и ударит в Уолл-стрит».
Егор Холмогоров в той же программе назвал логику Гозмана похожей на логику серийного убийцы Андрея Чикатило. Через несколько часов Холмогоров в программе «Тор Шоу» также подверг критике Гозмана.

#### Отклики на осуждение Л. Гозманом сериала «Смерш»
В мае 2013 года Леонид Гозман разместил в своём ЖЖ-блоге запись (продублированную также в его блоге на сайте «Эха Москвы»), где осудил выход на российские экраны сериала «Смерш». Гозман выступил против «героизации СМЕРШа», написав, в частности:

У СМЕРШ не было красивой формы, но это, пожалуй, единственное их отличие от войск СС. […] Не сомневаюсь, при этом, что и в СМЕРШ были честные солдаты. Вот только случилось так, что служили они в структуре, не менее преступной, чем СС.— leonid_gozman. Подвигу солдат СС посвящается
Публикация Л. Гозмана вызвала бурные отклики, вызвав у некоторых политиков сомнения в совместимости данной публикации с занимаемой им должностью в госкорпорации «Роснано». В ходе заседания совета Госдумы вице-спикер парламента от КПРФ Иван Мельников предложил трём комитетам Госдумы — по информационной политике, обороне и безопасности — проверить высказывание Гозмана на предмет приравнивания войск Красной армии (советская военная контрразведка времён Великой Отечественной войны) к войскам СС. Журналистам Мельников сказал, что если Смерш действительно приравняли к войскам СС, то Госдума может подготовить некие «предложения», так как «Гозман занимает важную государственную должность в госкорпорации „Роснано“».
При этом депутаты Госдумы оставили без внимания ответную статью Ульяны Скойбеды, опубликованную на сайте «Комсомольской правды», в которой она выразила сожаление, что «из предков сегодняшних либералов нацисты не наделали абажуров». В свою очередь, Роскомнадзор вынес «письменное предупреждение электронному периодическому изданию „Комсомольская правда“ за опубликованную статью о Леониде Гозмане и его высказываниях».
Некоторые критики Гозмана, причём выступающие с разных политических позиций (Иван Мельников, Михаил Делягин, Авигдор Эскин и другие), рассматривают выступление Гозмана как шаг в продолжающихся попытках либералов приравнять фашизм и сталинизм и считают, что это на деле является оправданием фашизма. Особенно резко эту мысль выразил Авигдор Эскин, в буквальном смысле проклявший Гозмана за оправдание нацизма в эфире «Русской службы новостей». Федерация еврейских общин России выступила с заявлением, в котором осудила Гозмана за оправдание нацизма. Три комитета Госдумы должны были выяснить, содержится ли в словах Гозмана оправдание фашизма. Пропагандист Владимир Соловьёв посчитал логичным привлечение Гозмана к уголовной ответственности.
В опубликованной 4 мая 2019 года на сайте «Новой газеты» статье Гозман частично поставил СССР во Второй мировой войне на сторону фашистского блока. По мнению Гозмана, «… война шла и за свободу, за торжество тех принципов, которые формулировались и в Евангелии, и в Великой хартии вольностей, и в Декларации независимости. И против тех, кто хотел заставить все человечество ходить строем. И здесь наша страна была по другую сторону».

### Положительные отзывы
На стороне Гозмана выступили булгаковед Борис Соколов, президент Российского еврейского конгресса Юрий Каннер и кинорежиссёр Тигран Кеосаян. Хорошо о Гозмане отозвался писатель Олег Рой. Телеведущий Владимир Соловьёв назвал Гозмана «романтиком».

## Роль Гозмана в роспуске СПС и «Правое дело»
Съезду СПС предшествовала длительная внутрипартийная дискуссия. Политсовет СПС во главе с исполняющим обязанности руководителя партии Леонидом Гозманом рекомендовал съезду принять решение о самороспуске партии и её вхождении в состав «Правого дела». Ранее партию покинули многие её члены, несогласные с перспективой участия в прокремлёвском проекте, в том числе председатель Никита Белых. Мария Гайдар, Владлен Максимов и их сторонники отказались покинуть партию и выразили намерение отстаивать идею сохранения СПС на партийном съезде. Будущие сооснователи ОДД «Солидарность» Борис Немцов и Владимир Милов в сентябре 2008 года призвали членов Союза правых сил выходить из партии и присоединяться к объединённому демократическому движению:

«Мы обращаемся ко всем членам СПС, которые не хотят становиться соучастниками уничтожения последней либеральной демократической партии России, хотят продолжать защищать дело свободы, с призывом не продолжать оставаться в партии, которой уготована позорная судьба кремлёвской марионетки».
Немцов отметил, что в СПС одержало победу лоялистское течение, которое сосуществовало с либеральным с момента возникновения партии. По словам политика, это течение, основным идеологом которого является Анатолий Чубайс, поддержало в своё время Владимира Путина и многие его действия, такие как война в Чечне или разгром НТВ. Борис Немцов также заявил, что Леонид Гозман, ставший и. о. председателя партии, и Анатолий Чубайс совершают «личную и политическую ошибку», соглашаясь работать в кремлёвском проекте. Немцов отметил, что СПС вместе с ДПР и «Гражданской силой» в любом случае станет «марионеточной фальшь-партией», какие бы ещё силы в неё ни вошли.
В тот же момент Леонид Гозман призвал оппозицию к сотрудничеству с властью, поскольку только так в нынешних условиях можно защищать и пропагандировать либеральные ценности. Обращаясь к Немцову, он сказал:

«Но могу сказать, что проект ни в коем случае не требует ни от кого из его участников отказа от своих ценностей и от права свободно высказывать и пропагандировать своё мнение. И я, например, намерен это делать по максимуму. В чём вы с Миловым безусловно правы — это в огромной опасности того, что обманут, сначала прикроются нами, а потом нас же и выкинут. Гарантий у нас, разумеется, нет».
На ликвидационном съезде СПС председатель Московской парторганизации Владлен Максимов заявил, что результат голосования предопределён и сравнил Гозмана с Петеном в пользу последнего. По его мнению, у Петена всё-таки было какое-то оправдание: так или иначе, ему удалось на два года отсрочить оккупацию части Франции фашистами. Максимов недоумевал, какая острая необходимость заставила СПС именно сейчас капитулировать перед властью. С его точки зрения, дело не в необходимости, а в том, что людям из аппарата хочется встроиться во власть. Обратившись к сторонникам ликвидации СПС, Максимов воскликнул: «Я не понимаю, почему ваши вожди с таким презрением относятся к господину Барщевскому. Разве вы не собираетесь заниматься тем же самым?». Немцов для наглядности сравнил взаимоотношения партий с Кремлём с отношениями животных в биоценозе. «Это союз волка и овцы, точнее (посмотрев на президиум — Гозмана, Виктора Некрутенко и Бориса Надеждина) — волка и барана. Союз может существовать, пока волк сытый».
В декабре 2008 года на сайте Минюста появилась информация, что прошедшие 15 ноября внеочередные съезды СПС и «Гражданской силы» приняли решение «о ликвидации политической партии, её региональных отделений и иных структурных подразделений», а съезд ДПР «принял решение о реорганизации политической партии в форме преобразования в общероссийскую общественную организацию». Информация об этом была болезненно воспринята в СПС. Выступавшие против ликвидации партии члены СПС считают, что руководство их «кинуло»: лидер СПС Леонид Гозман утверждал, что ликвидация объединяющихся организаций — непременное условие вхождения в «Правое дело». «Если мы сегодня не примем это решение, завтра никто из нас в „Президент-отель“ (там 16 ноября прошел учредительный съезд „Правого дела“) не пойдет»,— утверждал Леонид Гозман. Бывший адвокат СПС Вадим Прохоров заявил, что «Очевидно, Кремлю надо было избавиться именно от СПС, а Богданов её не волнует».
Впоследствии Гозман вышел из «Правого дела» и в 2012 году как приглашённый гость выступил на съезде партии «РПР-ПАРНАС», возглавляемой Борисом Немцовым, Михаилом Касьяновым и Владимиром Рыжковым, который добился восстановления своей оппозиционной партии. В микроблоге Гозман написал «Съезд РПР-парнас. Редкий случай, когда есть серьёзный шанс на успех. Удачи!», а на самом съезде сказал, что бренд «Союз правых сил» был сохранён и движение «СПС» имеет отделения в более чем половине регионов, но они решили пока что не регистрировать СПС как партию, потому что мечта Кремля — это раскол внутри. Гозман сообщил, что обсуждал с Немцовым и Рыжковым формы сотрудничества и закончил словами «Я уверен, что мы будем вместе и я не менее уверен, что мы никогда не будем врозь».

## Награды
Лауреат публицистической премии «ЛибМиссия» 2017 года в номинации «За мужество в отстаивании либеральных ценностей в публичном пространстве».

## Книги
- Процессы межличностного восприятия в семье // Межличностное восприятие в группе. М.: МГУ, 1981.
- Гозман Л. Я., Ажгихина Н. И. Счастливый характер : [О гармонич. развитии личности] — М. : Знание, 1986. — 64 с. : ил.
- Психология эмоциональных отношений. — М. : Изд-во МГУ, 1987. — 174,[2] с.
- Гозман Л. Я., Ажгихина Н. И. Психология симпатий. — М. : Знание, 1988. — 94,[2] с. : ил.
- Гозман Л. Я., Кроз М. В., Латинская М. В. Самоактуализационный тест. — М. : Рос. пед. агентство, 1995. — 43,[1] с. : ил. — (Практическая психология. Рос. пед. агентство) — ISBN 5-86825-008-7